# Zderzak (motoryzacja)

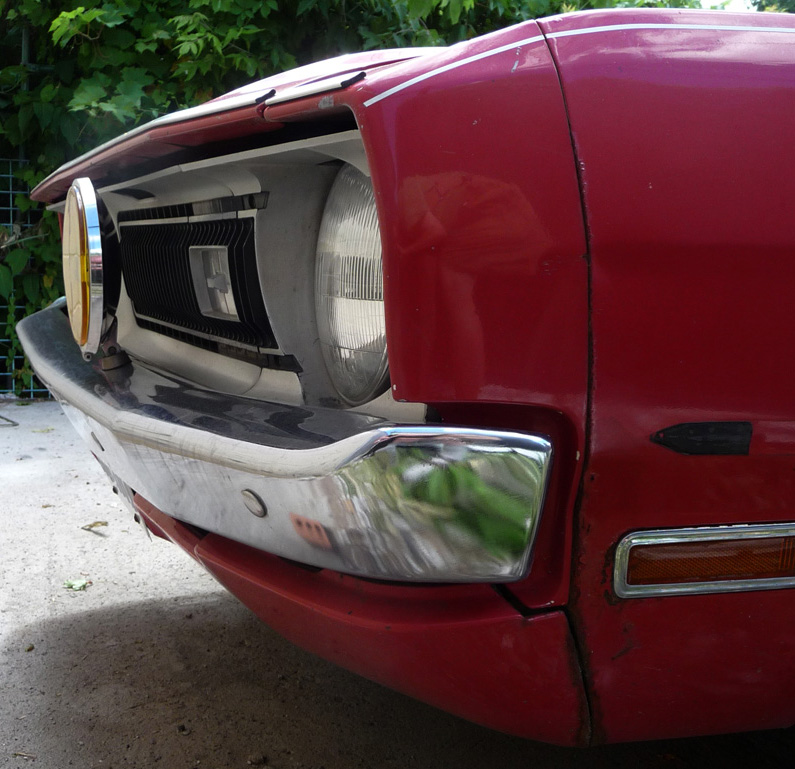
Chromowany zderzak samochodu Dodge Dart z 1971 roku

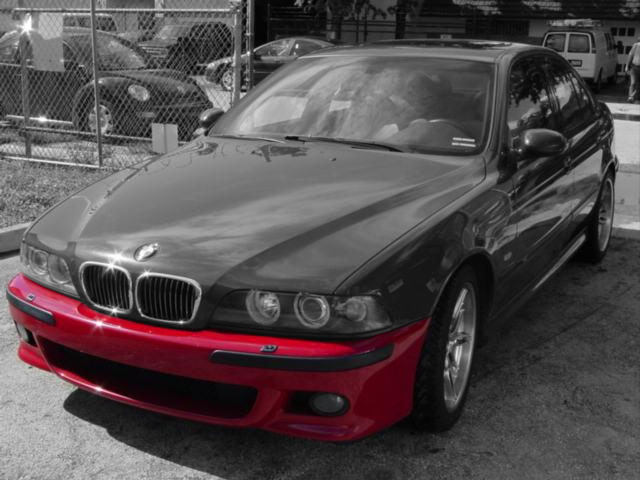
Zderzak z tworzywa sztucznego w BMW

Zderzak – w motoryzacji to najbardziej wysunięty w przód i w tył element pojazdu, służący do złagodzenia zderzenia pojazdu z innym pojazdem, pieszym lub przeszkodą. Stanowi też ważny element wzorniczy samochodu.
Zderzak zmniejsza uszkodzenia powstające podczas parkowania na styk, oraz pojazdów zderzających się z niewielką prędkością, nie odgrywając żadnej roli przy zderzeniach z większymi prędkościami. Zasadniczą częścią zderzaka jest zamontowany poziomo stalowy kształtownik. W samochodach osobowych obecnie niemal zawsze zasłonięty elementami z tworzywa sztucznego.
Przepisy dopuszczenia samochodów do ruchu drogowego w wielu krajach stawiają wymagania co do konstrukcji zderzaków.